# Melora Hardin
Melora Diane Hardin, född 29 juni 1967 i Houston, Texas, är en amerikansk skådespelerska och sångerska. Hon är bland annat känd för sina roller i TV-serierna The Office, Monk och Transparent.

## Uppväxt
Hardin föddes i Houston i Texas som dotter till skådespelarmanager/coach och pensionerade skådespelerskan Diane (född Hill) och skådespelaren Jerry Hardin.  Hon är syster till Flocks VD Shawn Hardin. Hon växte upp i San Francisco, Kalifornien, efter att hennes familj flyttade dit när hon var fyra år gammal. Hon tog examen från Sarah Lawrence College.

## Karriär

### 1977–1999
Hardin började sin skådespelarkarriär som den unga stjärnan i TV-serien Thunder (1977-1978), och har medverkat i över 70 filmer och TV-program sedan dess. 1981 gjorde hon rollen som Belinda Stevens i Lilla huset på prärien och två år senare spelade hon Michele Pierson i TV-filmen Little House: Look Back to Yesterday.
Hardin medverkade som Baby i den kortlivade TV-serien från 1988 Dirty Dancing (baserad på filmen från 1987 med samma namn) och dansfilmen från 1990 Lambada, som Sandy. Hon dök upp i Absolut makt (1997) som Christy Sullivan och spelade Ross snusktaliga kärleksintresse i avsnitt 15 i säsong 1 av Vänner. Hon var också ursprungligen tillsatt rollen som Jennifer Parker i Tillbaka till framtiden, men blev av med den efter att Eric Stoltz (den ursprungliga Marty McFly) lämnade projektet. Hardin ansågs vara alltför hög i jämförelse till Michael J. Fox.

### 2000–
Hardin hade en huvudroll i TV-serien Cover Me: Based on the True Life of an FBI Family, och spelade mellan åren 2004-2009 den återkommande rollen som Trudy Monk, titelkaraktärens avlidna fru, i TV-serien Monk. År 2005 spelade Hardin Linda Evans i Dynasty: The Making of a Guilty Pleasure, en fiktiv TV-film baserad på skapandet och bakom kulisserna av 1980-talets såpopera Dynastin  Hardin spelade den före detta företagsledare Jan Levinson i The Office från 2005 till 2011.
Hardin dök senare upp i filmen Thank You for Smoking, och medverkar i Hannah Montana: The Movie som Robby Rays (Billy Ray Cyrus) kärleksintresse. Filmen hade premiär den 10 april 2009. Hon spelade rollen som Fantine i Hollywood Bowls konsert Les Misérables sommaren 2008.  Hardin medverkade också i flera avsnitt av den populära webbshowen, Elevator, på YouTube.
Hardin gjorde sin Broadway-debut som Roxie Hart i nypremiären av Chicago: The Musical den 29 december 2008. Hon stannade kvar på showen fram den 12 februari 2009.  Hardin fick rollen som en viktig karaktär i NBC-dramat Outlaw, där hon spelar en mäktig delägare av en advokatbyrå, och kärleksintresse till huvudkaraktären, spelad av Jimmy Smits. 

### Sångkarriär
Hardin spelade en sångare på en nattklubb i Disneys Rocketeer (1991), där hon kan höras sjunga "Begin the Beguine". Hon spelade också en viktig roll i TV-filmen Tower of Terror, där hon sjunger "Boy of My Dreams".
Hardin sjöng USA:s nationalsång på öppningssäsongen av hockeyspelen för Anaheim Ducks 13 oktober 2010.  och Phoenix Coyotes 16 oktober 2010. Hon sjöng den även på Dover International Speedway för AAA 400 2 oktober 2011.

## Filmografi

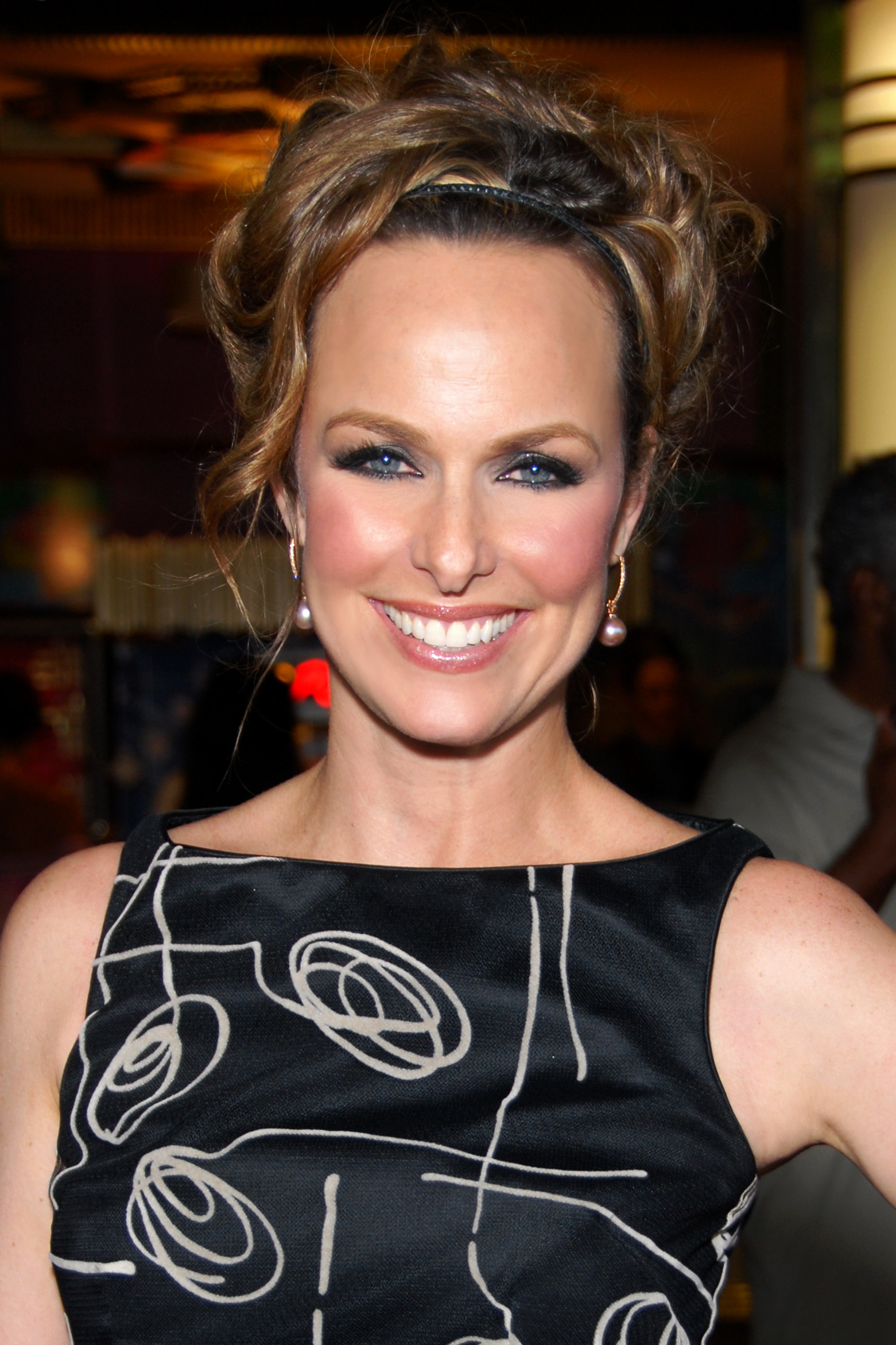
Melora Hardin 2009

### Filmer
| År   | Film                                                 | Roll                  | Notering                    |
| ---- | ---------------------------------------------------- | --------------------- | --------------------------- |
| 1979 | The North Avenue Irregulars                          | Carmel                |                             |
| 1985 | Papa Was a Preacher                                  | Janette               |                             |
| 1986 | Iron Eagle                                           | Katie                 |                             |
| 1986 | Soul Man                                             | Whitney Dunbar        |                             |
| 1989 | Big Man on Campus                                    | Cathy                 |                             |
| 1989 | The Jeweler's Shop                                   | Monica                |                             |
| 1990 | Lambada                                              | Sandy Thomas          |                             |
| 1991 | Rocketeer                                            | South Seas-sångare    |                             |
| 1993 | Reckless Kelly                                       | Robin Banks           |                             |
| 1994 | The Pornographer                                     | Sasha Leon Hoffner    |                             |
| 1995 | Kameleonten                                          | Jill Hallman          |                             |
| 1996 | The Undercover Kid                                   | Clyde                 |                             |
| 1997 | Absolut makt                                         | Christy Sullivan      |                             |
| 1998 | Erasable You                                         | Calamity              |                             |
| 1999 | Seven Girlfriends                                    | Laura                 |                             |
| 2000 | Certain Guys                                         | Mary Beth             |                             |
| 2002 | The Hot Chick                                        | Carol                 |                             |
| 2004 | El padrino                                           | Jane                  |                             |
| 2007 | Drive Thru                                           | Marcia Carpenter      |                             |
| 2007 | The Dukes                                            | Diane                 |                             |
| 2007 | Boxboarders!                                         | Ruth Keene            |                             |
| 2007 | The Comebacks                                        | Barb Fields           |                             |
| 2007 | The Violin                                           | Gertrude Bloch        | Kortfilm                    |
| 2008 | 27 Dresses                                           | Maureen               |                             |
| 2009 | 17 Again                                             | Rektor Jane Masterson |                             |
| 2009 | Hannah Montana: The Movie                            | Lorelai               |                             |
| 2009 | You                                                  | Miranda               | Även producent och regissör |
| 2010 | Knucklehead                                          | Mary                  |                             |
| 2011 | I Melt with You                                      | Jane                  |                             |
| 2012 | Zombie Hamlet                                        | Pam                   |                             |
| 2012 | Beauty and the Least: The Misadventures of Ben Banks | Mary Andrews          |                             |

### Television
| År        | Film                                     | Roll                           | Notering                                                         |
| --------- | ---------------------------------------- | ------------------------------ | ---------------------------------------------------------------- |
| 1976      | Police Story                             | Sheila                         | Avsnitt: "The Jar: Parts 1 & 2"                                  |
| 1977      | Thunder                                  | Cindy Prescott                 | Huvudroll; 12 avsnitt                                            |
| 1977      | The Cliffwood Avenue Kids                | Melora                         | TV-serie                                                         |
| 1978      | The Love Boat                            | Courtney Chenault              | 1 avsnitt                                                        |
| 1979      | Quincy, M.E.                             | Amanda                         | Avsnitt: "Never a Child"                                         |
| 1980      | Diff'rent Strokes                        | Emily Morehouse                | Avsnitt: "Skin Deep or True Blue"                                |
| 1980      | ABC Afterschool Special                  | Amy Warner                     | Avsnitt: "What Are Friends For?"                                 |
| 1980      | Haywire                                  | Brooke Hayward, age 11         | TV-film                                                          |
| 1980-1981 | Secrets of Midland Heights               | Micki Carroll                  | Återkommande roll; 10 avsnitt                                    |
| 1981      | Lilla huset på prärien                   | Belinda Stevens                | Avsnitt: "The Reincarnation of Nellie: Parts 1 & 2"              |
| 1982      | Quincy, M.E.                             | Abigail "Abby" Garvin          | Avsnitt: "Next Stop, Nowhere"                                    |
| 1983      | The Family Tree                          | Tess Benjamin                  | TV-serie                                                         |
| 1983      | Magnum                                   | Nancy Perkins Gillis           | Avsnitt: "Luther Gillis: File #521"                              |
| 1983      | Little House: Look Back to Yesterday     | Michele Pierson                | TV-film                                                          |
| 1984      | Mama Malone                              | Kathleen                       | Avsnitt: "The Education of Frankie"                              |
| 1985      | The Best Times                           | Joy Villafranco                | Återkommande roll; 6 avsnitt                                     |
| 1986      | Hotel                                    | Beth                           | Avsnitt: "Heroes"                                                |
| 1988-1989 | Dirty Dancing                            | Frances "Baby" Kellerman       | Huvudroll; 11 avsnitt                                            |
| 1989      | Pluton B i Vietnam                       | Christine Pierson              | Avsnitt: "Sins of the Father", "Sealed with a Kiss"              |
| 1990      | Shangri-La Plaza                         | Amy                            | TV-film                                                          |
| 1991      | Equal Justice                            | Doris Walsh                    | Avsnitt: "Who Speaks for the Children?"                          |
| 1992      | Miles from Nowhere                       | Teresa                         | TV-film                                                          |
| 1992      | Mann & Machine                           | Louise Trotsky                 | Avsnitt: "Torch Song"                                            |
| 1992      | Quantum Leap                             | Abigail Fuller                 | Avsnitt: "For Your Love", "The Last Door"                        |
| 1993      | Moon Over Miami                          | Emily Booker                   | Avsnitt: "My Old Flame"                                          |
| 1994      | Mord och inga visor                      | Cindy Warrick                  | Avsnitt: "Roadkill"                                              |
| 1994      | Golden Gate                              | Susan Carlino                  | TV-film                                                          |
| 1994      | Renegade                                 | Laura McMillan                 | Avsnitt: "Carrick O'Quinn"                                       |
| 1994      | Matlock                                  | Lisa Swift                     | Avsnitt: "The Scandal"                                           |
| 1994      | Lois & Clark                             | Molly Flynn                    | Avsnitt: "Operation Blackout"                                    |
| 1995      | Vänner                                   | Celia                          | Avsnitt: "The One with the Stoned Guy"                           |
| 1995      | Touched by an Angel                      | Lizbeth                        | Avsnitt: "The Big Bang"                                          |
| 1995      | Diagnos mord                             | Savannah Bellows               | Avsnitt: "The New Healers"                                       |
| 1996      | Renegade                                 | Kelly Anderson                 | Avsnitt: "Paradise Lost"                                         |
| 1996      | Singel i stan                            | Beth                           | Avsnitt: "Caroline and the Bridesmaids"                          |
| 1997      | Things That Go Bump                      | Chloe Garrett                  | TV-film                                                          |
| 1997      | Orleans                                  | Gina Vitelli                   | Avsnitt: "Luther's Temptation", "When the Saints Go Marching In" |
| 1997      | Tower of Terror                          | Claire Poulet                  | TV-film                                                          |
| 1997      | The Tom Show                             | Lorraine                       | Avsnitt: "Tom's First Date"                                      |
| 1998      | The Tom Show                             | Lorraine                       | Avsnitt: "The Centerfold"                                        |
| 1998      | Timecop                                  | Edith Thomas                   | Avsnitt: "Lost Voyage"                                           |
| 1998      | Kameleonten                              | Wendy Dawson                   | Avsnitt: "Homefront"                                             |
| 1999      | Payne                                    | Danielle Harris                | Avsnitt: "Gossip Checks In and a Cat Checks Out"                 |
| 1999      | Diagnos mord                             | Melanie Cooper                 | Avsnitt: "Trash TV: Part 1"                                      |
| 2000-2001 | Cover Me                                 | Barbara Arno                   | Huvudroll; 24 episodes                                           |
| 2001      | Once and Again                           | Samantha Aldrich               | Avsnitt: "Moving On"                                             |
| 2002      | Family Guy                               | Patsy Ramsey (röst)            | Avsnitt: "Brian Wallows and Peter's Swallows"                    |
| 2002      | Vem dömer Amy?                           | Rosalie Leavitt                | Avsnitt: "Roses and Truth"                                       |
| 2003      | The Division                             | Cheryl Lynn Brinkmeyer         | Avsnitt: "Rush to Judgment"                                      |
| 2003      | NCIS                                     | Officer Erin Toner             | Avsnitt: "The Curse"                                             |
| 2004      | The Hollywood Mom's Mystery              | Summer Rossner                 | TV-film                                                          |
| 2004      | Boston Legal                             | Sharon Brant                   | Avsnitt: "Head Cases"                                            |
| 2004-2009 | Monk                                     | Trudy Monk                     | Återkommande roll; 10 avsnitt                                    |
| 2005      | Dynasty: The Making of a Guilty Pleasure | Linda Evans                    | TV-film                                                          |
| 2005-2013 | The Office                               | Jan Levinson                   | Återkommande roll; 46 avsnitt (10 med bara röst)                 |
| 2006      | Brottskod: Försvunnen                    | Pamela Seaver                  | Avsnitt: "Rage"                                                  |
| 2006      | Gilmore Girls                            | Carolyn Bates                  | Avsnitt: "Partings"                                              |
| 2006      | The Office: The Accountants              | Jan Levinson-Gould             | Avsnitt: "The Books Don't Balance"                               |
| 2008      | Mom, Dad and Her                         | Emma                           | TV-film                                                          |
| 2008      | Yo Gabba Gabba                           | Gästframträdande som sig själv | Barnprogram                                                      |
| 2010      | Outlaw                                   | Claire Sax                     | Återkommande roll; 4 avsnitt                                     |
| 2011      | CSI: Miami                               | Wendy Colton                   | Avsnitt: "G.O."                                                  |
| 2012-2013 | Wedding Band                             | Roxie Rutherford               | Huvudroll; 10 avsnitt                                            |
| 2013      | Scandal                                  | Shelley Meyers                 | Avsnitt: "Say Hello to My Little Friend"                         |
| 2014      | Killer Women                             | Nan Reed                       | Avsnitt: "Some Men Need Killing"                                 |
| 2014      | Do It Yourself                           | Kaye                           | TV-film                                                          |
| 2014      | Transparent                              | Tammy                          | Återkommande roll                                                |